# Eberhard Munck af Rosenschöld (naturforskare)
Eberhard Munck af Rosenschöld, född den 11 juli 1811 i Lund, död 1868, var en svensk naturforskare. Han var brorson till Eberhard Zacharias Munck af Rosenschöld och David Munck af Rosenschöld samt kusin till Thomas Munck af Rosenschöld.
Munck af Rosenschöld blev 1825 student, 1835 filosofie magister och 1839 medicine kandidat där. År 1840 antog han plats som läkare på briggen "Oscar" på den expedition, som utgick under premiärlöjtnanten Göran Adolf Oxehufvuds befäl med ändamål att utbilda unga ämnessvenner i sjömansyrket. Efter expeditionens snöpliga upplösning i Montevideo kvarstannade Munck af Rosenschöld i La Platastaterna och begav sig 1843 till Paraguay, där han ägde en "estancia" i Barrero Grande och vars dittills av främlingar nästan okända naturförhållanden han under stora svårigheter ivrigt studerade och där han efter hand, under diktatorn Lopez den äldres hägn, vann användning och anseende som läkare.
Redan 1844 uppgavs Munck af Rosenschölds samlingar omfatta 70 000 insekter, 400 fåglar och ett stort antal växter. De förvarades till största delen i landets huvudstad, Asunción, där Munck af Rosenschöld länge var boende. Av Lopez den yngre, som 1862 blev Paraguays president, var Munck af Rosenschöld väl sedd. Men i slutet av 1868 blev han på dennes anstiftande avlivad i Azcurra, sannolikt på grund av sitt vänskapsförhållande till Lopez broder Venancio, som denne låtit röja ur vägen. 
En del av Munck af Rosenschölds rikhaltiga botaniska samlingar med därtill hörande anteckningar föll i händerna på Domingo Parodi, apotekare i Asunción, som använde dem för sina publikationer Contribuciones a la flora del Paraguay, utan att ange källan. Av hans övriga samlingar gick största delen förlorad under de samtida krigsoroligheterna i Paraguay. Åtskilligt har dock kommit svenska Vetenskapsakademien till handa.